# Amazoopsis
Amazoopsis, rod jetrenjarki iz porodice Lepidoziaceae, dio potporodice Zoopsidoideae. Od ukupno tri, dvije vrste raste po otocima pred istočnom obalom Afrike (uključujući Madagaskar, Reunion i Sejšele) i jedna u Južnoj Americi.

## Vrste
1. Amazoopsis diplopoda (Pócs) J.J.Engel & G.L.Merr.; Madagaskar, Reunion
2. Amazoopsis dissotricha (Spruce) J.J.Engel & G.L.Merr.; Južna Amerika
3. Amazoopsis gracilis J.J.Engel & G.L.Merr.; Madagaskar, Reunion, Sejšeli